# Catocala meskei
Catocala meskei là một loài bướm đêm thuộc họ Erebidae. Nó được tìm thấy ở Maine và Quebec phía tây đến miền nam Alberta và Montana, phía nam đến South Carolina ở phía đông và at lĐông Montana in the west.

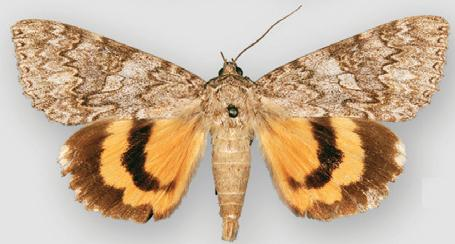
lectotype của Catocala rosalinda, nay được xem là một đồng nghĩa của Catocala meskei

Sải cánh dài 65–75 mm. Con trưởng thành bay từ tháng 7 đến tháng 9 tùy theo địa điểm.
Ấu trùng ăn các loài Populus và Salix.

## Phụ loài
Catocala meskei orion, described from Alberta, is now considered a synonym.

## Hình ảnh

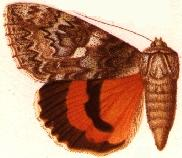